# Tymnes thaleia
Tymnes thaleia är en skalbaggsart som först beskrevs av Blake 1977.  Tymnes thaleia ingår i släktet Tymnes och familjen bladbaggar. Inga underarter finns listade i Catalogue of Life.